# Шабана (футбольний клуб)
Футбольний клуб «Шабана» (англ. Shabana Football Club) — кенійський професійний футбольний клуб з міста Кісії. Клуб був заснований у 1978 році, та проводить домашні матчі на стадіоні «Гусії» місткістю 15 тисяч глядачів. Клуб грає у Прем'єр-лізі Кенії, найвищому футбольному дивізіоні країни. Найвищим місцем команди в чемпіонаті країни стало третє місце в чемпіонаті 1987 року, після чого клуб у 1988 році брав участь у Кубку африканських чемпіонів.